# エネミー・ライン3 激戦コロンビア
『エネミー・ライン3 激戦コロンビア』（Behind Enemy Lines: Colombia）は2008年のアメリカ合衆国の映画。ティム・マシスン監督作品で、ビデオ映画である。

## あらすじ
コロンビアは長年に渡って政府軍と革命軍の激しい紛争と対立が続く中、アメリカ海軍特殊部隊に所属するショーン・マッグリン大尉の率いる5名の偵察部隊は両軍の和平交渉を目撃し、証拠の撮影を行う途中、謎の武装集団に攻撃され、作戦は中止し、戦闘で2名は犠牲となり、何とか脱出地点に向うが司令部にあっさり見捨てられ、孤立無援となった。しかも和平交渉の襲撃はアメリカ軍の直接干渉で濡れ衣を着させてしまった。しかし、ショーンを含めて3名は身の潔白を証明すべく証拠集めに奮闘した。

## キャスト
| 役名                     | 俳優                   | 日本語吹替                                                                              |
| ------------------------ | ---------------------- | --------------------------------------------------------------------------------------- |
| ショーン・マッグリン大尉 | ジョー・マンガニエロ   | 宮内敦士                                                                                |
| カーター・ホルト特務曹長 | ケン・アンダーソン     | 宗矢樹頼                                                                                |
| ケヴィン・デリックス兵曹 | シャノン・ロー         | 永井誠                                                                                  |
| アルヴァロ・カルドナ少佐 | ヤンシー・アリアス     | てらそままさき                                                                          |
| スコット・ボイタノ中佐   | キース・デイヴィッド   | 楠大典                                                                                  |
| ニコール・ジェンキンス   | ジェニス・フエンテス   | 日野由利加                                                                              |
| マヌエル・ヴァレス将軍   | スティーヴン・バウアー | 谷昌樹                                                                                  |
| カール・ドブス           | ティム・マシスン       | 世古陽丸                                                                                |
| その他                   | N/A                    | 藤井啓輔 石上裕一 木村雅史 魚建 中谷一博 田中晶子 矢口アサミ 東城光志 中野光貴 小林美奈 |
| 日本語版制作スタッフ     |                        |                                                                                         |
| 演出                     | 演出                   | 高橋剛                                                                                  |
| 字幕翻訳                 | 字幕翻訳               | 田中武人                                                                                |
| 吹替翻訳                 | 吹替翻訳               | 木村純子                                                                                |
| 制作                     | 制作                   | ビデオテック                                                                            |